# امیلیو تریوینی
امیلیو تریوینی (انگلیسی: Emilio Trivini؛ زادهٔ ۵ april ۱۹۳۸ (۸۶ سال)) ورزشکار روئینگ اهل ایتالیا است.
وی در مسابقات کشوری و بین‌المللی در مجموع برندهٔ ۱ مدال نقره، ۱ مدال برنز شده‌است.